# فرانسیس برتین
فرانسواز برتان (فرانسوی: Françoise Bertin‎ زاده ۲۳ سپتامبر ۱۹۲۵-درگذشته ۲۶ اکتبر ۲۰۱۴) بازیگر فرانسوی بود.
از فیلم‌های معروف او می‌توان به فیلم‌های شکار و گردآوری اشاره کرد.